# NK Sv. Ivan Vir
NK Sv. Ivan, hrvatski nogometni klub s otoka Vira. Osnovan je 2006. godine.  Klub je veteranski klub koji se natječe u ligi veterana Zadarske županije.